# Imee Marcos

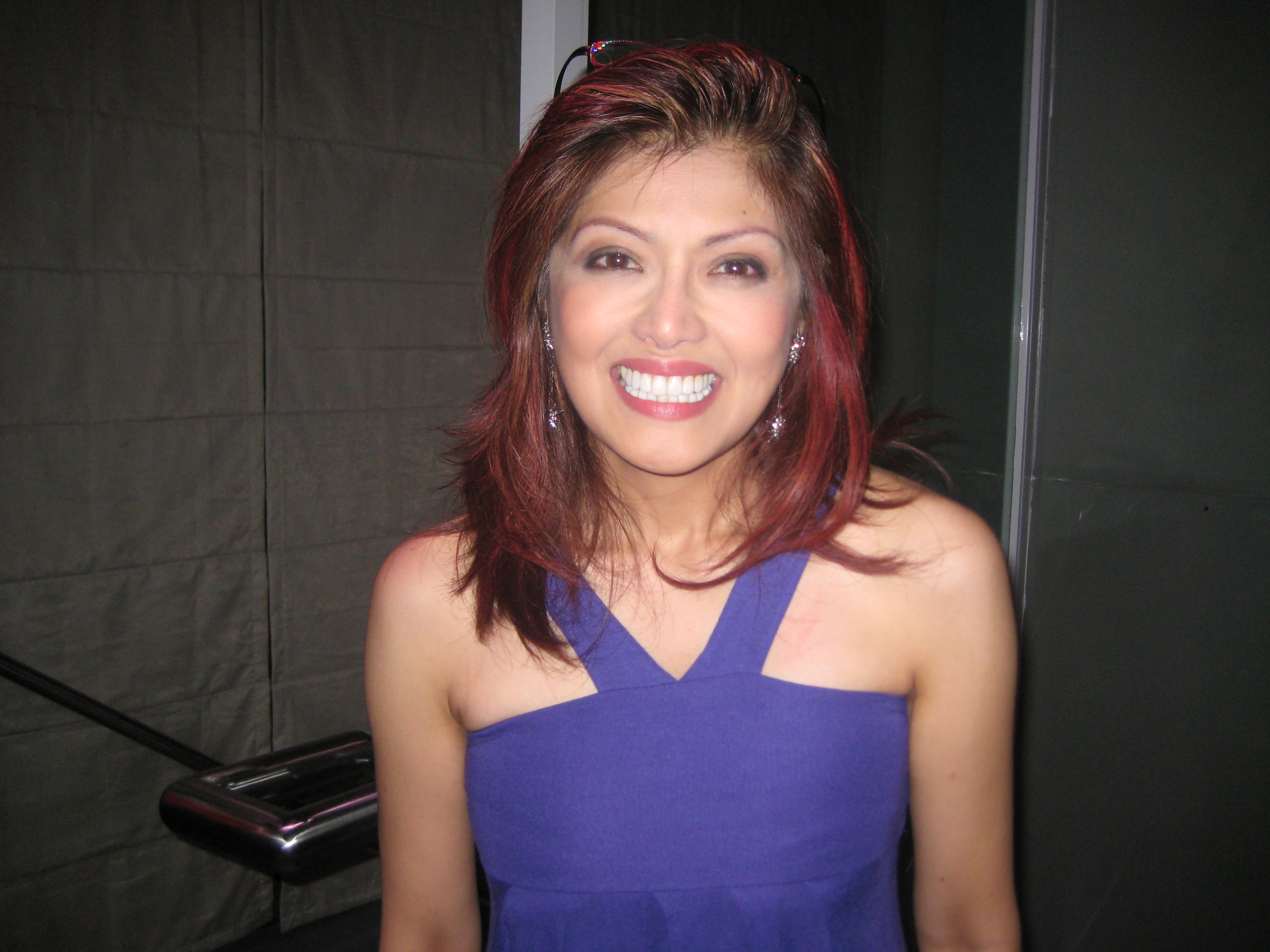
Imee Marcos

Maria Imelda Josefa Marcos (Mandaluyong, 12 november 1955), beter bekend als Imee Marcos, is een Filipijns politicus. Imee is de oudste dochter van voormalig president Ferdinand Marcos en Imelda Marcos en een zus van Ferdinand Marcos jr.

## Biografie
Maria Imelda Marcos werd geboren op 12 november 1955 in Mandaluyong, een stad in Metro Manilla. Ze was het eerste kind van Imelda Marcos en president Ferdinand Marcos. Ze heeft een jongere broer Ferdinand Marcos jr., die ook politicus werd en twee jongere zussen, Irene Marcos en de geadopteerde Aimee Marcos. 
Imee Marcos werd in 1998 gekozen als lid van het Filipijns Huis van Afgevaardigden namens het 2e kiesdistrict van Ilocos Norte. Na drie termijnen als afgevaardigde was er in 2007 sprake van dat ze zich verkiesbaar zou stellen als gouverneur van Ilocos Norte als opvolger van haar broer Ferdinand Marcos jr. Ze besloot zich echter een tijdje terug te trekken uit de politiek. Haar neef Michael Marcos Keon werd dat jaar gekozen tot haar opvolger. Drie jaar later bij de verkiezingen van 2010 deed ze echter wel mee en versloeg ze Marcos Keon met een grote marge. Bij de verkiezingen van 2013 werd ze zonder tegenstander herkozen.
Imee Marcos trouwde in 1981 in het geheim in de Verenigde Staten met zakenman en voormalig basketbalcoach Tommy Manotoc. In 1999 ging het stel uit elkaar. Samen kregen ze drie kinderen, onder wie model Borgy Manotoc.